# Битва при Гартискари
Битва при Гартискари (груз. ღართისკარის ბრძოლა; лезг. Гьартискаридин Дяве) — произошла либо в октябре 1778, либо в 1779 году в Гартискари (Картли-Кахетинское царство) между личной охраной Кетеван Андроникашвили и мародерствующей лезгинской бандой. После трёх атак, предпринятых грузинами под личным руководством Кетеван, лезгины потерпели решительное поражение.

## История
Кетеван Андроникашвили — дворянка при дворе царя Грузии Ираклий II, ехала из Мухрани через Гартискарский перевал в столицу царства Тбилиси в сопровождении отряда царской гвардии, назначенного царём. В то время частые набеги горцев Дагестана представляли большую угрозу для путешественников в Грузии. После засады, устроенной лезгинами, Кетеван взяла на себя охрану и уничтожила мародёров. Прибыв в Тбилиси целой и невредимой, она была принята Ираклием с большим торжеством.